# تشارلز مارسيلو دا سيلفا
تشارلز مارسيلو دا سيلفا (بالبرتغالية: Charles Marcelo da Silva) هو لاعب كرة قدم برازيلي، ولد في 4 فبراير 1994 في بيلو هوريزونتي في البرازيل. شارك مع منتخب البرازيل تحت 17 سنة لكرة القدم. أما مع النوادي، فقد لعب مع نادي فاسكو دا غاما ونادي ماريتيمو.

## وصلات خارجية
- تشارلز مارسيلو دا سيلفا على موقع الاتحاد الأوربي (الإنجليزية)
- تشارلز مارسيلو دا سيلفا على موقع قاعدة بيانات كرة القدم.إي يو (الإنجليزية)
- تشارلز مارسيلو دا سيلفا على موقع Soccerway.com (الإنجليزية)
- تشارلز مارسيلو دا سيلفا على موقع AS.com (الإسبانية)